# Aero Ae-45
Aero 45 là một máy bay dân dụng có động cơ pít tông kép được sản xuất ở Tiệp Khắc sau chiến tranh thế giới thứ hai. Máy bay do hãng Aero Vodochody sản xuất vào những năm 1947-1951 và sau đó được hãng Let Kunovice giới thiệu ra thị trường cho đến năm 1961. Năm 1958, Ae-45S trở thành máy bay đầu tiên của Tiệp Khắc vượt qua Đại Tây Dương.